# Principal Adverse Impact
Der Begriff Principal Adverse Impact wurde mit der Offenlegungsverordnung am 9. Dezember 2019 eingeführt (siehe Artikel 4 und Artikel 7), ohne im Artikel 2 „Begriffsbestimmungen“ definiert zu werden.
Die deutsche Übersetzung der EU lautet „Wichtigste nachteilige Nachhaltigkeitsauswirkungen“. Der Begriff wird nur im Plural verwendet, da der Singular umständlich umschrieben werden müsste (z. B. „eine der wichtigsten nachteiligen Nachhaltigkeitsauswirkungen“). Gemäß Artikel 4 und Artikel 7 lautet die Langform „wichtigsten nachteiligen Auswirkungen von Investitionsentscheidungen auf Nachhaltigkeitsfaktoren“.
Die deutsche Übersetzung hat sich aber außerhalb der EU-Rechtsakte nicht durchgesetzt, so dass innerhalb der deutschen Finanzbranche i. d. R. ebenfalls der Begriff Principal Adverse Impact bzw. dessen Abkürzung PAI verwendet werden.

## Entwicklung
In der Offenlegungsverordnung selbst wurden keine PAIs definiert. Dies erfolgte erst durch eine delegierten Verordnung zur Offenlegungsverordnung. Es handelt sich um die Verordnung (EU) 2022/1288 (RTS zur Offenlegungsverordnung) die am 25. Juli 2022 veröffentlicht wurde und einen Technischen Regulierungsstandard (RTS) darstellt.
Hier wurde in Artikel 4 Folgendes festgelegt:
- Finanzmarktteilnehmer veröffentlichen bis zum 30. Juni jedes	 Jahres auf ihren Internetseiten in einem gesonderten Abschnitt mit dem Titel „Erklärung zu den wichtigsten nachteiligen Auswirkungen von Investitionsentscheidungen auf Nachhaltigkeitsfaktoren“ definierte Informationen, was auch „PAI-Statement auf Unternehmensebene“ genannt wird.
- Diese Informationen müssen sich auf den Zeitraum vom 1. Januar bis zum 31. Dezember des vorangegangenen Jahres beziehen und werden gemäß Artikel 23 der vorliegenden Verordnung in einem Abschnitt mit dem Titel „Nachhaltigkeitsbezogene Offenlegungen“ veröffentlicht.
- Die Finanzmarktteilnehmer veröffentlichen die in Absatz 1 genannte Erklärung nach dem Muster der in Anhang 1 Tabelle 1 enthaltenen Vorlage.

Die Artikel 5 bis 10 des RTS enthalten weitere Vorgaben bzgl. des Umgangs mit PAIs bzw. PAI-Daten.

## PAI-Definitionen
Die PAIs selbst werden im oben genannten Anhang 1 des RTS definiert, was durch 3 Tabellen erfolgt:
- Tabelle 1: 18 Pflicht-PAIs
  - Offizieller Titel: Erklärung zu den wichtigsten nachteiligen Auswirkungen von Investitionsentscheidungen auf Nachhaltigkeitsfaktoren
  - Bereich A: 14 PAIs mit „Indikatoren für Investitionen in Unternehmen, in die investiert wird“
  - Bereich B: 2 PAIs mit „Indikatoren für Investitionen in Staaten und supranationale Organisationen“
  - Bereich C: 2 PAIs mit „Indikatoren für Investitionen in Immobilien“
- Tabelle 2: 22 optionale PAIs zu Klima und Umwelt
  - Offizieller Titel: Zusätzliche Klimaindikatoren und andere umweltbezogene Indikatoren
  - Gemäß Artikel 6 Absatz 1 Unterabsatz a muss wenigstens ein PAIs dieser Tabelle in der Veröffentlichung gemäß Artikel 4 (siehe oben) berücksichtigt werden.
- Tabelle 3: 18 optionale PAIs zu Soziales und Governance
  - Offizieller Titel: Zusätzliche Indikatoren für die Bereiche Soziales und Beschäftigung, Achtung der Menschenrechte und Bekämpfung von Korruption und Bestechung
  - Gemäß Artikel 6 Absatz 1 Unterabsatz b muss wenigstens ein PAIs dieser Tabelle in der Veröffentlichung gemäß Artikel 4 (siehe oben) berücksichtigt werden.

Insgesamt gibt es also 64 PAIs, die durch den Anhang 1 beschrieben werden. Da ein PAI nur eine eindeutige Nummer innerhalb einer der 3 Tabellen hat, gibt es keine übergreifende, eindeutige PAI-Nummer, so dass häufig die Tabelle mit genannt wird, um einen der 64 PAIs eindeutig zu identifizieren (z. B. PAI 2.16 für Tabelle 2 PAI 16 = PAI 16 innerhalb der Tabelle 2).

## PAI-Übersicht
Die folgende Tabelle wurde aus der deutschen und englischen Version des Anhang 1 des RTS abgeleitet.
| Tabelle | Säule 1 | Entität 2   | PAI | Deutsche Bezeichnung | Englische Bezeichnung |
| ------- | ------- | ----------- | --- | --- | --- |
| T1      | E       | Company     | 1   | THG-Emissionen | GHG Emissions |
| T1      | E       | Company     | 2   | CO2-Fußabdruck | Carbon footprint |
| T1      | E       | Company     | 3   | THG-Emissionsintensität der Unternehmen, in die investiert wird | GHG intensity of investee companies |
| T1      | E       | Company     | 4   | Engagement in Unternehmen, die im Bereich der fossilen Brennstoffe tätig sind                                                                                        | Exposure to companies active in the fossil fuel sector |
| T1      | E       | Company     | 5   | Anteil des Energieverbrauchs und der Energieerzeugung aus nicht erneuerbaren Energiequellen                                                                          | Share of non-renewable energy consumption and production                                                                                                  |
| T1      | E       | Company     | 6   | Intensität des Energieverbrauchs nach klimaintensiven Sektoren | Energy Consumption intensity per high impact climate sector                                                                                               |
| T1      | E       | Company     | 7   | Tätigkeiten, die sich nachteilig auf Gebiete mit schutzbedürftiger Biodiversität auswirken                                                                           | Activities negatively affecting biodiversity-sensitive areas                                                                                              |
| T1      | E       | Company     | 8   | Emissionen in Wasser | Emissions to water |
| T1      | E       | Company     | 9   | Anteil gefährlicher und radioaktiver Abfälle | Hazardous waste ratio |
| T1      | S       | Company     | 10  | Verstöße gegen die UNGC-Grundsätze und gegen die Leitsätze der Organisation für wirtschaftliche Zusammenarbeit und Entwicklung (OECD) für multinationale Unternehmen | Violations of UN Global Compact (UNGC) principles & Organization for Economic Cooperation and Development (OECD) Guidelines for Multinational Enterprises |
| T1      | S       | Company     | 11  | Fehlende Prozesse und Compliance-Mechanismen zur Überwachung der Einhaltung der UNGC-Grundsätze und der OECD-Leitsätze für multinationale Unternehmen                | Lack of processes and compliance with UN Global Compact principles and OECD Guidelines for Multinational Enterprises                                      |
| T1      | S       | Company     | 12  | Unbereinigtes geschlechtsspezifisches Verdienstgefälle | Unadjusted gender pay gap |
| T1      | S       | Company     | 13  | Geschlechtervielfalt in den Leitungs- und Kontrollorganen | Board gender diversity |
| T1      | S       | Company     | 14  | Engagement in umstrittenen Waffen (Antipersonenminen, Streumunition, chemische und biologische Waffen)                                                               | Exposure to controversial weapons (anti-personnel mines, cluster munitions, chemical weapons and biological weapons)                                      |
| T1      | E       | SSA         | 15  | THG-Emissionsintensität | GHG Intensity |
| T1      | S       | SSA         | 16  | Länder, in die investiert wird, die gegen soziale Bestimmungen verstoßen                                                                                             | Investee countries subject to social violations |
| T1      | E       | Real Estate | 17  | Engagement in fossilen Brennstoffen durch die Investition in Immobilien                                                                                              | Exposure to fossil through real estate assets |
| T1      | E       | Real Estate | 18  | Engagement in Immobilien mit schlechter Energieeffizienz | Exposure to energy-inefficient real estate assets |
| T2      | E       | Company     | 1   | Emissionen von anorganischen Schadstoffen | Emissions of inorganic pollutants |
| T2      | E       | Company     | 2   | Emissionen von Luftschadstoffen | Emissions of air pollutants |
| T2      | E       | Company     | 3   | Emissionen ozonabbauender Stoffe | Emissions of ozone depletion substances |
| T2      | E       | Company     | 4   | Investitionen in Unternehmen ohne Initiativen zur Verringerung der CO2-Emissionen                                                                                    | Investments in companies without carbon emission reduction initiatives                                                                                    |
| T2      | E       | Company     | 5   | Aufschlüsselung des Energieverbrauchs nach Art der nicht erneuerbaren Energiequellen                                                                                 | Breakdown of energy consumption by type of non-renewable sources of energy                                                                                |
| T2      | E       | Company     | 6   | Wasserverbrauch und Recycling | Water usage and recycling |
| T2      | E       | Company     | 7   | Investitionen in Unternehmen ohne Wasserbewirtschaftungsmaßnahmen | Investments in companies without water management policies                                                                                                |
| T2      | E       | Company     | 8   | Engagement in Gebieten mit hohem Wasserstress | Exposure to areas of high water stress |
| T2      | E       | Company     | 9   | Investitionen in Unternehmen, die Chemikalien herstellen | Investments in companies producing chemicals |
| T2      | E       | Company     | 10  | Bodendegradation, Wüstenbildung, Bodenversiegelung | Land degradation desertification soil sealing |
| T2      | E       | Company     | 11  | Investitionen in Unternehmen ohne nachhaltige Landnutzungs-/Landwirtschaftsverfahren                                                                                 | Investments in companies without sustainable land/agriculture practices                                                                                   |
| T2      | E       | Company     | 12  | Investitionen in Unternehmen ohne nachhaltige Verfahren im Bereich Ozeane/Meere                                                                                      | Investments in companies without sustainable oceans/seas practices                                                                                        |
| T2      | E       | Company     | 13  | Anteil nicht verwerteter Abfälle | Non-recycled waste ratio |
| T2      | E       | Company     | 14  | Natürlich vorkommende Arten und Schutzgebiete | Natural species and protected areas |
| T2      | E       | Company     | 15  | Entwaldung | Deforestation |
| T2      | E       | Company     | 16  | Anteil von Wertpapieren, die nicht nach den Rechtsvorschriften der Union über ökologisch nachhaltige Anleihen ausgegeben werden                                      | Share of securities not certified as green under a future EU legal act setting up an EU Green Bond Standard                                               |
| T2      | E       | SSA         | 17  | Anteil von Anleihen, die nicht nach den Rechtsvorschriften der Union über ökologisch nachhaltige Anleihen ausgegeben werden                                          | Share of bonds not certified as green under a future EU act setting up an EU Green Bond Standard                                                          |
| T2      | E       | Real Estate | 18  | THG-Emissionen | GHG Emissions |
| T2      | E       | Real Estate | 19  | Intensität des Energieverbrauchs | Energy consumption intensity |
| T2      | E       | Real Estate | 20  | Abfallerzeugung im Betrieb | Waste production in operations |
| T2      | E       | Real Estate | 21  | Rohstoffverbrauch für Neubauten und größere Renovierungen | Raw materials consumption for new construction and major renovations                                                                                      |
| T2      | E       | Real Estate | 22  | Verbauung | Land artificialisation |
| T3      | S       | Company     | 1   | Investitionen in Unternehmen ohne Maßnahmen zur Verhütung von Arbeitsunfällen                                                                                        | Investments in companies without workplace accident prevention policies                                                                                   |
| T3      | S       | Company     | 2   | Unfallquote | Rate of accidents |
| T3      | S       | Company     | 3   | Anzahl der durch Verletzungen, Unfälle, Todesfälle oder Krankheiten bedingten Ausfalltage                                                                            | Number of days lost to injuries accidents fatalities or illness                                                                                           |
| T3      | S       | Company     | 4   | Kein Verhaltenskodex für Lieferanten | Lack of a supplier code of conduct |
| T3      | S       | Company     | 5   | Kein Verfahren zur Bearbeitung von Beschwerden im Zusammenhang mit Arbeitnehmerbelangen                                                                              | Lack of grievance/complain ts handling mechanism related to employee matters                                                                              |
| T3      | S       | Company     | 6   | Unzureichender Schutz von Hinweisgebern | Insufficient whistleblower protection |
| T3      | S       | Company     | 7   | Fälle von Diskriminierung | Incidents of discrimination |
| T3      | S       | Company     | 8   | Überhöhte Vergütung von Mitgliedern der Leitungsorgane | Excessive CEO pay ratio |
| T3      | S       | Company     | 9   | Fehlende Menschenrechtspolitik | Lack of a human rights policy |
| T3      | S       | Company     | 10  | Fehlende Sorgfaltspflicht | Lack of due diligence |
| T3      | S       | Company     | 11  | Fehlende Verfahren und Maßnahmen zur Bekämpfung des Menschenhandels                                                                                                  | Lack of processes and measures for preventing trafficking in human beings                                                                                 |
| T3      | S       | Company     | 12  | Geschäftstätigkeiten und Lieferanten, bei denen ein erhebliches Risiko von Kinderarbeit besteht                                                                      | Operations and suppliers at significant risk of incidents of child labour                                                                                 |
| T3      | S       | Company     | 13  | Geschäftstätigkeiten und Lieferanten, bei denen ein erhebliches Risiko von Zwangsarbeit besteht                                                                      | Operations and suppliers at significant risk of incidents of forced or compulsory labour                                                                  |
| T3      | S       | Company     | 14  | Anzahl der Fälle von schwerwiegenden Menschenrechtsverletzungen und sonstigen Vorfällen                                                                              | Number of identified cases of severe human rights issues and incidents                                                                                    |
| T3      | G       | Company     | 15  | Fehlende Maßnahmen zur Bekämpfung von Korruption und Bestechung | Lack of anti-corruption and anti-bribery policies |
| T3      | G       | Company     | 16  | Unzureichende Maßnahmen bei Verstößen gegen die Standards zur Korruptions- und Bestechungsbekämpfung                                                                 | Cases of insufficient action taken to address breaches of standards of anti-corruption and anti-bribery                                                   |
| T3      | G       | Company     | 17  | Anzahl der Verurteilungen und Höhe der Geldstrafen für Verstöße gegen Korruptions- und Bestechungsvorschriften                                                       | Number of convictions and amount of fines for violation of anti-corruption and anti-bribery laws                                                          |
| T3      | S       | SSA         | 18  | Durchschnittlicher Score für Einkommensungleichheit | Average income inequality score |
| T3      | S       | SSA         | 19  | Durchschnittlicher Score für Meinungsfreiheit | Average freedom of expression score |
| T3      | S       | SSA         | 20  | Durchschnittliche Leistung im Bereich Menschenrechte | Average human rights performance |
| T3      | G       | SSA         | 21  | Durchschnittlicher Score für Korruption | Average corruption score |
| T3      | G       | SSA         | 22  | Nicht kooperative Länder und Gebiete für Steuerzwecke | Non-cooperative tax jurisdictions |
| T3      | G       | SSA         | 23  | Durchschnittlicher Score für politische Stabilität | Average political stability score |
| T3      | G       | SSA         | 24  | Durchschnittlicher Score für Rechtsstaatlichkeit | Average rule of law score |

Fußnoten zur Tabelle

### ESG-Säulen
| Abkürzung | Englische Bezeichnung | Deutsche Bezeichnung      |
| --------- | --------------------- | ------------------------- |
| E         | Environmental         | Umwelt                    |
| S         | Social                | Soziales und Gesellschaft |
| G         | Governance            | Unternehmensführung       |

### Entitäten
| Kennung     | Englische Bezeichnung                | Deutsche Bezeichnung                  |
| ----------- | ------------------------------------ | ------------------------------------- |
| Company     | Company                              | Unternehmen                           |
| SSA         | Sovereign and Supranational Agencies | Staaten und Supranationale Emittenten |
| Real Estate | Real Estate                          | Immobilien                            |